# Melocactus andinus
Melocactus andinus ist eine Pflanzenart aus der Gattung Melocactus in der Familie der Kakteengewächse (Cactaceae). Das Artepitheton andinus verweist auf das Verbreitungsgebiet der Art in den südamerikanischen Anden.

## Beschreibung
Melocactus andinus wächst mit niedergedrückt kugelförmigen bis verlängert pyramidalen, dunkelgrünen bis gelblich grünen bis gelblichen Körpern, die Wuchshöhen von 8 bis 25 Zentimetern und Durchmesser von 10,5 bis 30 Zentimetern erreichen. Es sind 10 bis 19 scharfkantige Rippen vorhanden. Die dunkelbraunen Dornen werden grau oder rötlich braun. Die 1 bis 6 mehr oder weniger geraden Mitteldornen sind abstehend und 8 bis 16 Millimeter lang. Die 7 bis 20 Randdornen sind den Mitteldornen ähnlich. Das weiße Cephalium mit dunkelrostfarbenen Borsten und Wolle wird bis 15 Zentimeter hoch und erreicht Durchmesser von 4,5 bis 9 Zentimeter.
Die hellrosafarbenen Blüten ragen aus dem Cephalium heraus. Sie sind 2,3 bis 3 Zentimeter lang und weisen Durchmesser von 9 bis 11 Millimeter auf. Die im Bereich der Spitze roten Früchte werden zu ihrer Basis hin heller. Sie sind 1,5 bis 2,2 Zentimeter lang.

## Verbreitung, Systematik und Gefährdung
Melocactus andinus ist in Kolumbien und im Westen Venezuelas verbreitet und wächst an den Hängen der Anden in Höhenlagen von 1500 bis 2200 Metern.
Die Erstbeschreibung erfolgte 1991 durch Nigel Paul Taylor. Ein nomenklatorisches Synonym ist Melocactus mazelianus subsp. andinus (R.Gruber ex N.P.Taylor) Guiggi (2010).
Es werden folgende Unterarten unterschieden:
- Melocactus andinus subsp. andinus
- Melocactus andinus subsp. hernandezii (Fern.Alonso & Xhonneux) N.P.Taylor

In der Roten Liste gefährdeter Arten der IUCN wird die Art als „Endangered (EN)“, d. h. als stark gefährdet geführt.

## Nachweise

## Weiterführende Literatur
- Jafet M. Nassar, Nelson Ramírez, Margarita Lampo, José Antonio González, Roberto Casado, Francisco Nava: Reproductive Biology and Mating System Estimates of Two Andean Melocacti, Melocactus schatzlii and M. andinus (Cactaceae). In: Annals of Botany. Band 99, 2007, S. 29–38 (doi:10.1093/aob/mcl229).